# McClain County

Karte des McClain Countys

McClain County ist ein County im Bundesstaat Oklahoma der Vereinigten Staaten. Der Verwaltungssitz (County Seat) ist Purcell. Das U.S. Census Bureau hat bei der Volkszählung 2020 eine Einwohnerzahl von 41.662 ermittelt.

## Geographie
Das County liegt etwas südlich des geographischen Zentrums von Oklahoma und hat eine Fläche von 1503 Quadratkilometern, wovon 27 Quadratkilometer Wasserfläche sind. Es grenzt im Uhrzeigersinn an folgende Countys: Cleveland County, Pottawatomie County, Pontotoc County, Garvin County und Grady County.

## Geschichte
McClain County wurde am 16. Juli 1907 als Original-County aus Chickasaw-Land gebildet. Benannt wurde es nach Charles M. McClain, einem Mitglied der Verfassunggebenden Versammlung („Constitutional Convention“) von Oklahoma, die in den Jahren 1906 und 1907 tagte.

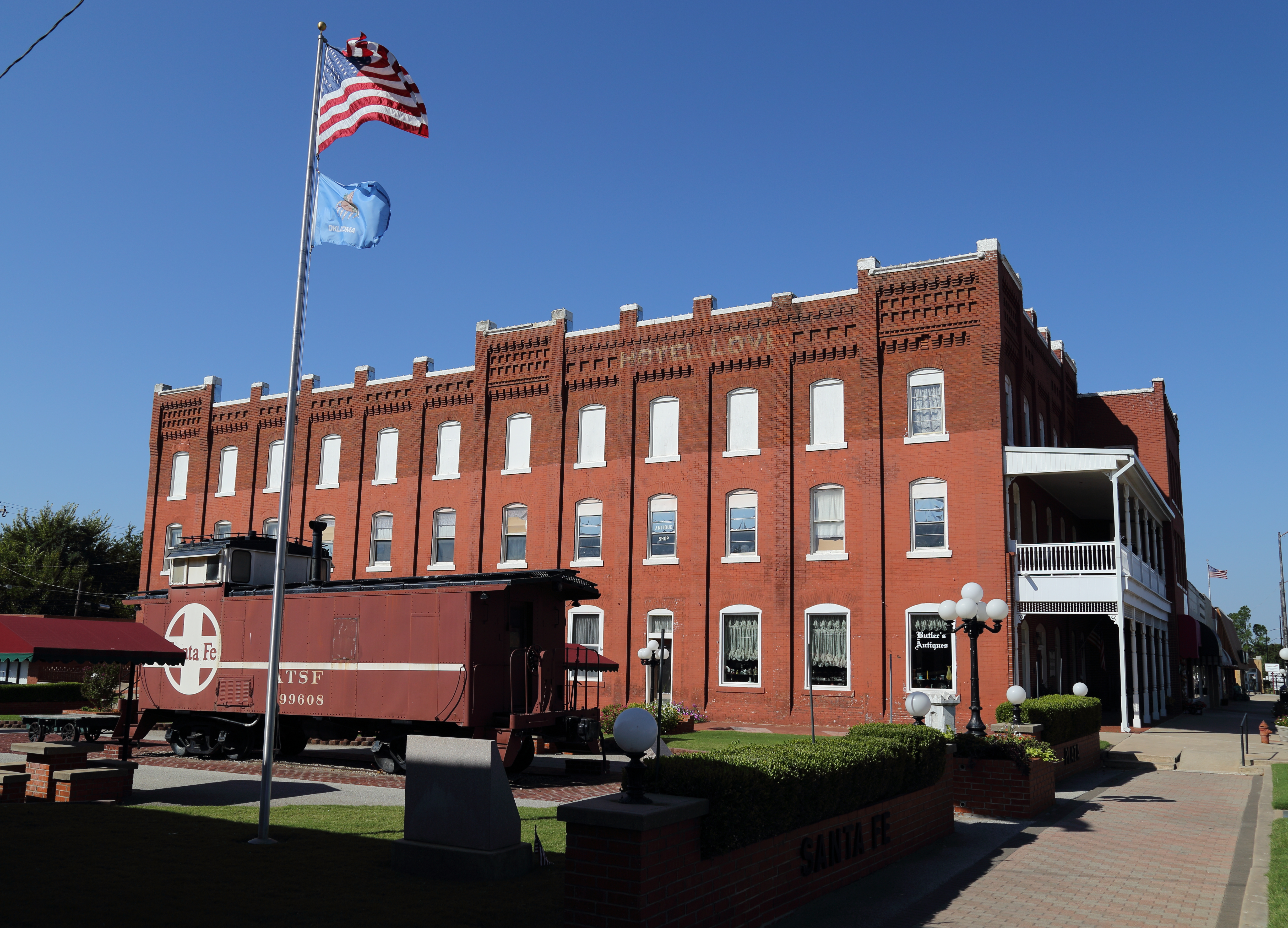
Das Hotel Love (2014) ist einer von drei Einträgen des Countys im NRHP.

Drei Bauwerke des Countys sind im National Register of Historic Places (NRHP) eingetragen (Stand 5. Juni 2018).

## Demografische Daten

Alterspyramide des McClain County

Nach der Volkszählung im Jahr 2000 lebten im McClain County 27.740 Menschen in 10.331 Haushalten und 8.037 Familien. Die Bevölkerungsdichte betrug 19 Einwohner pro Quadratkilometer. Ethnisch betrachtet setzte sich die Bevölkerung zusammen aus 87,26 Prozent Weißen, 0,66 Prozent Afroamerikanern, 5,61 Prozent amerikanischen Ureinwohnern, 0,22 Prozent Asiaten, 0,03 Prozent Bewohnern aus dem pazifischen Inselraum und 2,24 Prozent aus anderen ethnischen Gruppen; 3,98 Prozent stammten von zwei oder mehr Ethnien ab. 4,86 Prozent der Bevölkerung waren spanischer oder lateinamerikanischer Abstammung.
Von den 10.331 Haushalten hatten 36,0 Prozent Kinder unter 18 Jahre, die im Haushalt lebten. 65,3 Prozent waren verheiratete, zusammenlebende Paare, 9,0 Prozent waren allein erziehende Mütter. 22,2 Prozent waren keine Familien, 19,4 Prozent waren Singlehaushalte und in 8,4 Prozent der Haushalte lebten Menschen im Alter von 65 Jahren oder darüber. Die durchschnittliche Haushaltsgröße betrug 2,66 und die durchschnittliche Familiengröße betrug 3,04 Personen.
26,8 Prozent der Bevölkerung waren unter 18 Jahre alt, 8,1 Prozent zwischen 18 und 24, 29,0 Prozent zwischen 25 und 44, 24,0 Prozent zwischen 45 und 64 und 12,0 Prozent waren 65 Jahre oder älter. Das Durchschnittsalter betrug 37 Jahre. Auf 100 weibliche Personen kamen 98,6 männliche Personen. Auf 100 Frauen im Alter von 18 Jahren oder darüber kamen 96,1 Männer.
Das jährliche Durchschnittseinkommen eines Haushalts betrug 37.275 USD und das durchschnittliche Einkommen einer Familie betrug 42.487 USD. Männer hatten ein durchschnittliches Einkommen von 31.062 USD gegenüber den Frauen mit 21.506 USD. Das Prokopfeinkommen betrug 18.158 USD. 8,3 Prozent der Familien und 10,5 Prozent der Bevölkerung lebten unterhalb der Armutsgrenze.